# Допрос

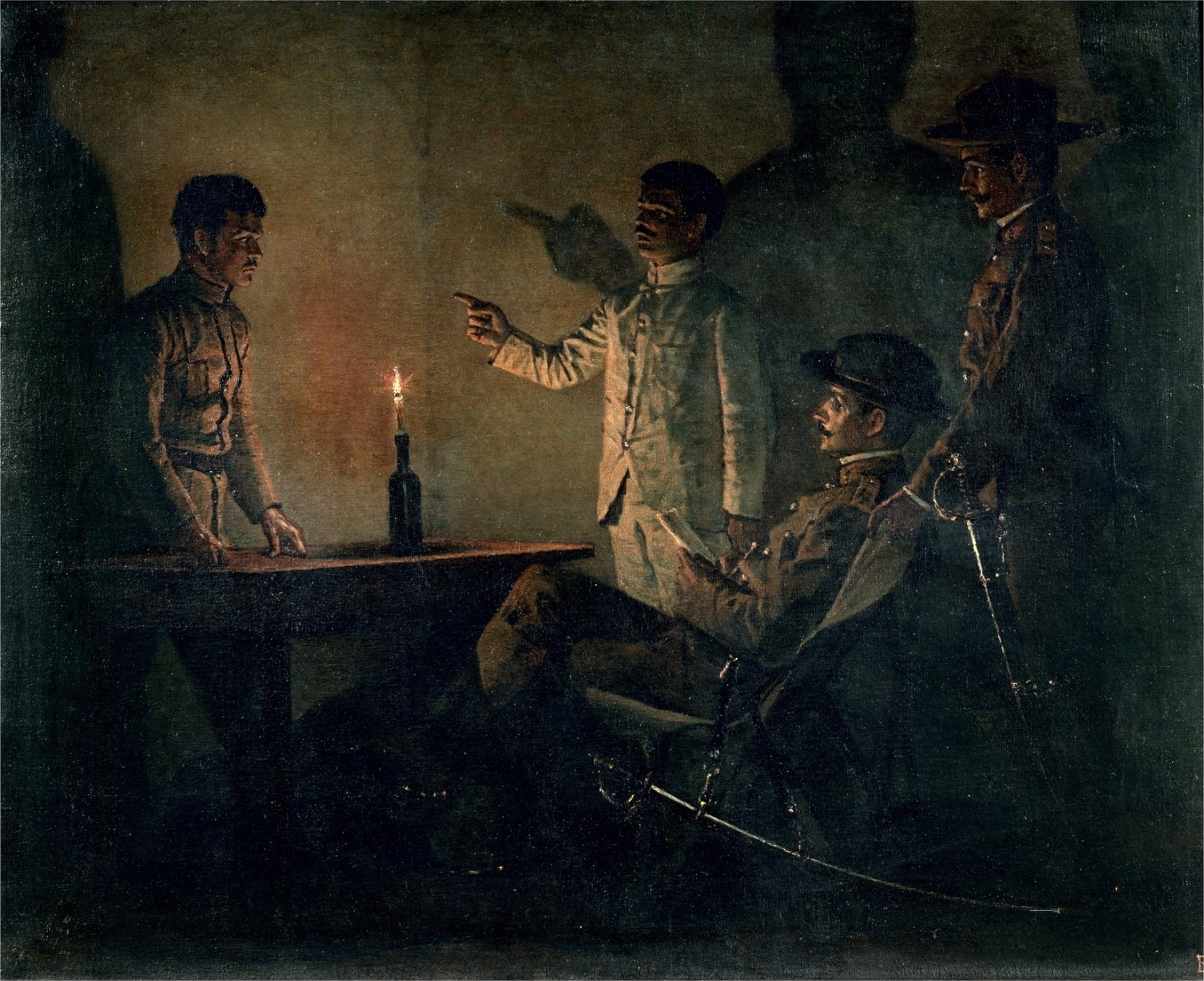
В. В. Верещагин. Допрос дезертира (1901). Николаевский областной художественный музей имени В. В. Верещагина

Допрос — следственно-судебная процедура, в рамках которой проводится получение от допрашиваемого известной ему информации, попадающей под определение предмета доказывания.
Допрос может осуществляться только в соответствии с действующим законодательством в рамках налогового, уголовного и гражданского (арбитражного) процессов.
В уголовном процессе допрос проводится на стадии предварительного расследования (в форме предварительного следствия либо дознания) и в ходе судебного следствия и заключается в получении и фиксации (протоколировании) в установленном УПК РФ порядке показаний свидетеля, потерпевшего, подозреваемого, обвиняемого, эксперта, специалиста, понятого относительно обстоятельств, имеющих отношение к расследуемому событию. Порядок проведения допроса регламентируется главой 26 и в частности статьями 173, 174 (допрос обвиняемого), 205 (допрос эксперта) УПК РФ.
Допрос военнопленного — один из способов получения разведывательной информации.

## Общие сведения
Ввиду высокой эффективности и информационной ёмкости допрос считается самым широко используемым следственным мероприятием. В общем объёме уголовных дел протоколы допросов занимают до двух третей всех материалов, а на производство допросов уходит до четверти всего рабочего времени следственного персонала.

### Понятие допроса
Допрос организуется с целью получения объективных и полных показаний, которые максимально близко отражают действительное положение вещей. Зафиксированные во время допроса показания и фактическая информация ложатся в основу доказательств. С точки зрения обвиняемого или подозреваемого, показания являются частью защиты от выдвинутых против них подозрений и обвинений.
Понятие допроса, которое используется в криминалистике существенно отличается от допроса в процессуальном смысле. С точки зрения криминалистики допрос не ограничивается своей вербальной стороной и в процессе передачи информации имеют значение мимика, жестикуляция, моторика движений и тон речи. С точки же зрения процессуальных процедур границы допроса должны оставаться в жёстко очерченных рамках, а общение допрашивающего с допрашиваемым ограничено вербальным контактом для получения информации, подлежащей доказыванию в суде.

### Виды допроса
В зависимости от того, в отношении какого участника расследования проводится допрос, он определяется как допрос свидетеля, потерпевшего, эксперта, специалиста, подозреваемого, обвиняемого, подсудимого.
С точки зрения законодательства три первых вида допроса отличаются тем, что свидетель несет уголовную ответственность за дачу заведомо ложных показаний и за отказ от дачи показаний; потерпевший - за дачу заведомо ложных показаний, эксперт и специалист — за дачу заведомо ложных показаний (а эксперт, кроме того, и за дачу заведомо ложного экспертного заключения), в то время как подозреваемый и обвиняемый давать показания не обязаны и ответственности за заведомо ложные показания не несут.
В зависимости от возраста допрашиваемого допрос относится к одной из категорий: допрос взрослого, допрос несовершеннолетнего, допрос малолетнего. Допрос несовершеннолетнего и малолетнего, как правило, проводится только в присутствии его законного представителя, а в ряде случаев также с участием педагога или психолога. Допрос несовершеннолетнего и, особенно, малолетнего, строится с учётом повышенной внушаемости этих категорий допрашиваемых, склонности к фантазированию и большей возможности влияния на их показания иных заинтересованных лиц.
По порядку проведения допрос может быть первоначальным, повторным или дополнительным. По объёму проведения допрос может быть основным или дополнительным.
Также существует допрос с пристрастием.

## Порядок допроса

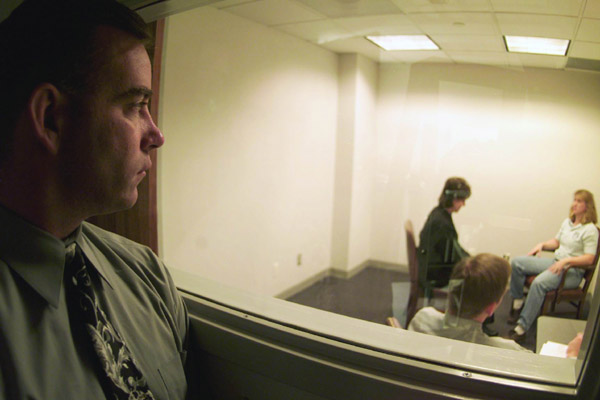
Наблюдение за допросом через зеркало Гезелла. Управление криминальных расследований ВВС США

В начале допроса следователь (дознаватель) выясняет личность допрашиваемого, уточняет, владеет ли он языком судопроизводства, разъясняет допрашиваемому его права, в частности право не свидетельствовать против самого себя, супруга/супруги и близких родственников. При допросе потерпевшего или свидетеля следователь обязан предупредить допрашиваемого об ответственности за дачу заведомо ложных показаний и отказ от дачи показаний. Перед началом допроса потерпевшего выясняется состоит ли он на учете у нарколога или психиатра, а также в каком состоянии находится потерпевший, имеет ли место алкогольное или иное опьянение.
В ходе допроса следователь вправе задавать допрашиваемому вопросы, предъявлять имеющиеся доказательства, знакомить с показаниями иных лиц. В отношении обвиняемого или подозреваемого следователь также может приводить доводы в пользу дачи правдивых показаний, бессмысленности запирательства или лжи, пользы сотрудничества со следствием.

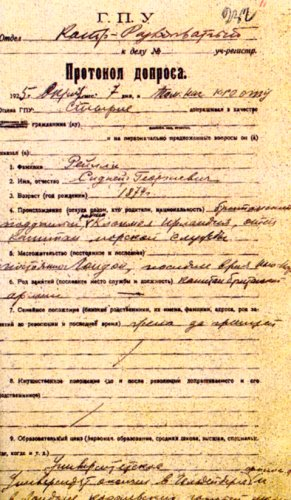
Протокол допроса агента британской разведки ST-1 Сиднея Рейли от 7 августа 1925 года

По ходу допроса ведётся протокол, в котором должны быть с самого начала указаны номер дела, фамилия, имя, отчество следователя, фамилия, имя, отчество допрашиваемого, дата, а в случае допроса свидетеля или потерпевшего — должна присутствовать отметка о предупреждении об ответственности за дачу ложных показаний с личной подписью допрашиваемого об ознакомлении.
Все вопросы следствия вносятся в протокол, как и ответы допрашиваемого. По завершении допроса допрашиваемого просят расписаться в протоколе, на каждом его листе, в подтверждение того, что его показания записаны верно. В случае ошибок, неточностей, искажений в передаче вопросов или ответов, допрашиваемый может письменно указать на имеющиеся ошибки, а также представить лично написанное дополнение к протоколу допроса с изложением своих замечаний, которое следователь обязан приобщить к основному протоколу.
В соответствии со статьей 187 Уголовно-процессуального кодекса РФ, время допроса не может длиться непрерывно более 4 часов. После перерыва на час для отдыха, принятия пищи, допрос может быть продолжен. Общая продолжительность времени допроса совершеннолетнего, здорового человека не превышает 8 часов. При наличии медицинских показаний время допроса потерпевшего может быть установлено на основании заключения врача.
Уголовно-процессуальный кодекс РФ в статье 189 запрещает следователю задавать наводящие вопросы в ходе допроса. Указанный порядок допроса потерпевшего позволяет ему использовать документы и записи.
Потерпевший может прийти на допрос со своим представителем. Представителем потерпевшего по уголовному делу может быть не только адвокат, но и юрист по доверенности. Несмотря на то, что услуги юриста намного экономичнее, представитель потерпевшего по уголовному делу зачастую необходим не только для оказания юридической помощи, но и защиты прав и законных интересов потерпевшего.
Представитель потерпевшего по уголовному делу присутствует при его допросе, разъясняет права и обязанности. Следователь не всегда подробно разъясняет потерпевшему его права и обязанности, а также обстоятельства произошедшего, а предлагает быстро самостоятельно прочитать и ознакомиться с ними в протоколе допроса потерпевшего. После завершения следственного действия, в связи с испытанными переживаниями и стрессом, потерпевший не помнит ни своих прав, ни обязанностей.
По окончании допроса представитель потерпевшего (юрист) поможет правильно сделать и внести замечания в протокол допроса потерпевшего, задать важные вопросы следователю, написать ходатайство или получить копию протокола допроса или иного документа.

## Тактика и методы допроса
В каждом конкретном случае тактика допроса определяется особенностями сложившейся ситуации, следственными обстоятельствами по делу и тем, в качестве кого выступает допрашиваемый гражданин. Тем не менее, использовать в процессе любого допроса обман, шантаж, угрозы, унижения, физическое или психологическое насилие недопустимо. Кроме этого, неприемлемыми средствами дознания считаются эксплуатация низменных побуждений, манипуляции невежеством допрашиваемого, его предрассудками или религиозными чувствами, а также — принуждение к даче ложных показаний.

### Косвенный допрос
Косвенный допрос является тактическим приёмом, направленным на отвлечение внимания допрашиваемого большим количеством малозначительных вопросов. Добившись концентрации внимания на них, следователь может неожиданно задать вопрос, который имеет фундаментальное значение для хода всего делопроизводства. Особенно успешным этот приём может быть в комбинации с форсированием темпа допроса .

### Форсирование темпа допроса
Как и при косвенном допросе внимание допрашиваемого отвлекается цепью второстепенных вопросов, которые неожиданно начинают сыпаться с наращиванием темпа. Их общим ключевым свойством должна быть простота и отсутствие нужды в обдумывании. С точки зрения прикладной психологии искусственно созданный дефицит времени осложняет удержание в голове заготовленных ложных образов и формирование на их основе ложных показаний. Когда ритм дознания достигает максимума и допрашиваемый начинает давать ответы механически, ему преподносят совершенно неожиданный вопрос, имеющий особую важность для дела.

### Очная ставка
Отдельным видом допроса является очная ставка. Целью проведения данного следственного действия является устранение противоречий в показаниях сторон. Очная ставка представляет собой поочерёдный допрос двух лиц, которые ранее были допрошены и в показаниях которых имеются существенные противоречия. Во время очной ставки оба допрашиваемых по очереди излагают свои показания, таким образом, производится своеобразное «столкновение» расходящихся показаний и их авторов. Участники очной ставки с разрешения следователя могут задавать вопросы друг другу, опровергать показания друг друга или подтверждать их, давать дополнительные показания по делу. В ходе проведения очной ставки подозреваемый, обвиняемый также могут отказаться от дачи показаний, что однако не исключает проведение очной ставки. В таком случае в протокол вносится запись об отказе подозреваемого, обвиняемого от дачи показаний.
Считается, что подобная ситуация способствует выяснению истины, хотя отмечается, что в некоторых случаях она может приводить к нежелательным эффектам: воздействию на того, кто даёт правдивые показания, со стороны дающего ложные. Проведение очной ставки, таким образом, чревато значительным тактическим риском для следователя и требует тщательной подготовки.

## Допрос военнопленного
Допрос военнопленного является одним из способов получения разведывательной информации о противнике. Международное гуманитарное право запрещает использовать методы физического или психологического принуждения для получения информации от военнопленных. Однако и без применения таких методов возможно получение ценных сведений от военнопленных, особенно если они участвовали в военных действиях по принуждению и недовольны командованием и правительством своей страны.